# Från idioternas stad
Från idioternas stad är ett musikalbum av den svenska trallpunkgruppen M.I.D. Albumet släpptes 1995.

## Låtlista
1. Alla söta flickor
2. Levande död
3. Fullt ös medvetslös
4. Mountainbike
5. Kvinnan är din åker
6. Sektledaren
7. När rappen tog över världen
8. Vet din mamma
9. Idioternas stad
10. Alla töntar
11. Inga hjältar här